# Jamesbrittenia barbata
Jamesbrittenia barbata är en flenörtsväxtart som beskrevs av O.M. Hilliard. Jamesbrittenia barbata ingår i släktet Jamesbrittenia och familjen flenörtsväxter. Inga underarter finns listade i Catalogue of Life.